# East Studdal
East Studdal est un village du Kent, en Angleterre.